# Ravshana Kurkova
Ravshana Bahramovna Matchanova Kurkova, ryska: Равшана Бахрамовна Куркова, född 22 augusti 1980 i Tashkent är en uzbekisk skådespelare.

## Biografi
Ravshana Matchanovas föräldrar var skådespelare. 1992 fick hon spela en kaxig flicka i filmen Kirk Kulok Siri, som spelades in i Uzbekfilms studio i Tasjkent. Matchanova gick i musikskola och tog examen vid 15 års ålder. Därefter studerade hon vid ett gymnasium som samarbetade med University of London. I slutet på 1990-talet flyttade Matchanova till Moskva och studerade vid Moscow State Pedagogical University och Mikhail Shchepkin Higher Theatre School. Parallellt med studierna arbetade hon som redaktör för en pratshow och praktiserade på en teater i Moskva.

## Filmografi (urval)
| År   | Film                       | Roll          |
| ---- | -------------------------- | ------------- |
| 2007 | Dead Daughters             | Rita          |
| 2009 | The temptation of St. Tony | Nadezhda      |
| 2010 | Love in the Big City 2     | Elena         |
| 2012 | Moms                       | Christina     |
| 2013 | What Men Do!               | Alisa         |
| 2015 | Without Limits             | Camilla       |
| 2017 | Rent a car                 | Ulyana        |
| 2018 | The Cruel World            | Kira Arefyeva |